# Personal Shopper (film)
Personal Shopper è un film del 2016 diretto da Olivier Assayas, con protagonista Kristen Stewart.

## Trama
Maureen Cartwright fa la personal shopper a Parigi per Kyra Gellman, una top model. Maureen sta aspettando che suo fratello gemello Lewis, morto di recente per una malattia cardiaca genetica, rispetti il patto di inviare un segnale dall'aldilà. Si stabilisce per un periodo a casa di Lewis nella speranza di ricevere un segnale ed è lí che riceverà dei segnali della sua presenza. Lara, la fidanzata di Lewis, va con Maureen a incontrare una coppia che conosceva Lewis e che è interessata ad acquistare la casa e la donna menziona l'artista Hilma af Klint, i cui dipinti sono stati ispirati da messaggi provenienti dal mondo degli spiriti. Più tardi, Maureen chatta in video con il suo fidanzato, Gary, un imprenditore a Muscat, in Oman, che la incoraggia a fargli visita, ma lei rifiuta.
Il giorno dopo, nell'appartamento di Kyra, Maureen incontra Ingo, redattore di una rivista e amante di Kyra. L'uomo dice a Maureen che Kyra ha intenzione di lasciarlo per paura che il marito scopra la loro relazione. Maureen torna a casa di Lewis e viene disturbata dall'apertura dei rubinetti del bagno. Dopo aver ispezionato la casa, scopre che i suoi disegni sono stati violentemente cancellati e viene terrorizzata da uno spettro femminile malefico.
Maureen inizia a ricevere messaggi sul cellulare da un mittente sconosciuto che inizialmente sospetta essere Lewis. Il messaggero la incoraggia ad assecondare desideri proibiti, come indossare i vestiti di Kyra. Maureen va a casa di Kyra per indossare i suoi vestiti e si masturba nel letto di Kyra. Si addormenta, viene svegliata dallo stesso spettro femminile e il mattino dopo dice a Lara che non c'è più alcuna presenza soprannaturale in casa.
L'enigmatico messaggero lascia a Maureen la chiave di una stanza d'albergo. Indossando uno dei nuovi abiti di Kyra, Maureen si reca nella stanza e la trova vuota. Cerca di indagare sull'identità del messaggero informandosi alla reception, ma la stanza è stata pagata in contanti e prenotata a suo nome.
Quando Maureen si reca all'appartamento di Kyra per consegnarle dei gioielli appena acquistati trova il cadavere nudo di Kyra sul pavimento del bagno. Fugge in moto verso la stazione di polizia, dove viene interrogata sul lavoro che svolge per Kyra e poi viene rilasciata. Il misterioso messaggero intanto le scrive diverse volte chiedendo di sapere se Maureen ha rivelato le loro conversazioni alla polizia. Tornata al suo appartamento, Maureen telefona a Gary per accettare la sua offerta di visitare Muscat e poi scopre i gioielli di Kyra nel suo appartamento, nonostante abbia detto alla polizia di averli lasciati a casa di Kyra. L'autore del messaggio chiede a Maureen di tornare nella stanza d'albergo. Lei lo fa, portando i gioielli. All'hotel, Maureen sembra riconoscere una persona clandestina che entra nella stanza. Gli ascensori e le porte dell'hotel vengono mostrati mentre si aprono e si chiudono per un'entità invisibile. In seguito, Ingo viene mostrato mentre lascia l'hotel e viene fermato da due poliziotti. Confessa l'omicidio di Kyra.
La mattina dopo, Maureen incontra Erwin, il nuovo fidanzato di Lara, che conosceva Lewis. Mentre Maureen siede in giardino da sola, una figura spettrale appare in cucina con un bicchiere in mano. La figura scompare e il bicchiere levita brevemente prima di frantumarsi sul pavimento.
Maureen vola in Oman per stare con Gary in montagna. Nel suo rifugio, sente un rumore e trova un bicchiere che fluttua nell'aria e un attimo dopo il bicchiere cade e si frantuma. Maureen cerca di capire chi sia la presenza misteriosa e fa domande sì/no ad alta voce, alle quali la presenza risponde con un colpo per il "sì" e due per il "no". Non ricevendo risposta alla domanda "Lewis, sei tu?", chiede "Sono solo io?" e sente un solo tonfo.

## Distribuzione
Il film è stato presentato in concorso al Festival di Cannes 2016.

## Riconoscimenti
- 2016 - Festival di Cannes
  - Prix de la mise en scène
  - Candidatura per la Palma d'oro